# Paretroplus menarambo
Paretroplus menarambo Allgayer, 1996 è un pesce di acqua dolce appartenente alla famiglia Cichlidae ed alla sottofamiglia Etroplinae, endemico del Madagascar.

## Descrizione
Il suo corpo è decisamente compresso lateralmente, alto. La colorazione è marrone-grigiastra con delle eventuali fasce più scure, mimetica; le pinne sono grigie con il bordo marrone-rossiccio. La pinna caudale è a forma di mezzaluna.
La lunghezza massima è  di 12,8 cm.

## Biologia
È oviparo e la fecondazione è esterna; le uova e gli avannotti vengono sorvegliati dai genitori molto a lungo.

## Distribuzione e habitat
Diffuso in passato nei laghi di pianura del Madagascar, ormai si trova soltanto nel lago Tseny, nella parte nord-occidentale dell'isola.

## Conservazione
Questa specie è molto minacciata dalla pesca eccessiva e dal deterioramento del suo habitat, ed era diventata così rara da essere stata considerata estinta in natura. Ora viene classificata come "in pericolo critico" dalla lista rossa IUCN perché ne sono stati trovati degli esemplari in natura. L'allevamento in cattività in America del Nord e Europa ha avuto abbastanza successo.